# Člověk proti zkáze
Člověk proti zkáze je český životopisný hraný film z roku 1989 pojednávající o posledních letech života českého spisovatele, novináře, dramatika a překladatele Karla Čapka, který je doplněn řadou retrospektivních vstupů z celého Čapkova života (zde jsou ztvárněny zejména ve formě vzpomínek nebo autorských vizí).
Snímek režíroval Štěpán Skalský, divadelní scény však natočil Jaromír Pleskot. Hlavní role ztvárnili Josef Abrhám (Karel Čapek), František Řehák (Josef Čapek), Hana Maciuchová (Olga Scheinpflugová) a Svatopluk Beneš (Tomáš Garrigue Masaryk).
Jde o autorský film Štěpána Skalského, který se jeho přípravě intenzivně věnoval po mnoho let jako autor námětu i scenárista.
Ve snímku vystupuje řada historických postav z uměleckého i politického života, kupříkladu redaktoři Lidových novin Jan Drda a Eduard Bass, dále spisovatelé Vladislav Vančura, Karel Poláček, František Kubka či František Langer, ze zahraničních například Herbert George Wells.
Ironií, způsobenou politickou situací v době vzniku a soudobou cenzurou bylo, že se ve filmu nesměla objevit jedna z klíčových postav Čapkova života, jeho dlouholetý přítel Ferdinand Peroutka.

## Obsazení
| Josef Abrhám          | spisovatel Karel Čapek                         |
| Hana Maciuchová       | herečka Olga Scheinpflugová                    |
| František Řehák       | malíř Josef Čapek                              |
| Věra Galatíková       | Helena Čapková, Karlova a Josefova sestra      |
| Libuše Šafránková     | Věra Hrůzová                                   |
| Johana Tesařová       | hospodyně Růžena                               |
| Monika Švábová        | Erika Mannová, dcera spisovatele Thomase Manna |
| Svatopluk Beneš       | prezident Tomáš Garrigue Masaryk               |
| Tomáš Juřička         | spisovatel Jan Drda                            |
| Ota Sklenčka          | spisovatel Herbert George Wells                |
| Ladislav Lakomý       | spisovatel Vladislav Vančura                   |
| Otakar Brousek starší | spisovatel František Langer                    |
| František Němec       | profesor Charvát                               |

Dále hrají: Jana Štěpánková (herečka Leopolda Dostalová jako Matka v dramatu Matka), Vladimír Brabec (účetní ředitel v dramatu Bílá nemoc), Jan Kačer (MUDr. Galén v dramatu Bílá nemoc), Petr Pelzer (Alquist v dramatu R.U.R.), Jan Čenský (Kornel v dramatu Matka), Martin Stropnický (Petr v dramatu Matka), Jana Březinová (herečka v dramatu Matka), Martin Sobotka (Toni v dramatu Matka), Zdeněk Palusga (Jiří v dramatu Matka / syn v dramatu Bílá nemoc), Hanuš Bor (Ondřej v dramatu Matka), František Peterka (baron Krüg v dramatu Bílá nemoc), Hana Kofránková (manželka účetního ředitele v dramatu Bílá nemoc), Rudolf Stärz (spisovatel Karel Poláček), Oldřich Slavík (spisovatel Eduard Bass), Václav Martinec (režisér Karel Dostal), Milan Klacek (spisovatel Edmond Konrád), Bořík Procházka (spisovatel František Kubka), Lubomír Kostelka (redakční sluha Ondrák), Zdeněk Žák (Václav Motl), Josef Patočka (profesor Pelnář), Karel Brožek (novinář Burnay), Alois Švehlík (muž u tramvaje), Jan Kraus (spisovatel Jules Romains), František Švihlík (příslušník gestapa), David Matásek (student práv Fišer), Petr Svárovský (MUDr. Karel Steinbach; mluví Ladislav Županič), Miroslav Částek (tajemník Sepke), Pavlína Mourková (ctitelka z Loun), Josef Vondráček (londýnský novinář Esquire z Times), Karel Koloušek (taxikář), Zdeněk Ornest (rektor), Jaromír Meduna (záložník), Václav Brtna (útočník), Radek Hoppe (Karel Čapek jako dítě), Josef Čepelka (Josef Čapek jako dítě), Renata Steinerová (Helena Čapková jako dítě), Sylva Legnerová (Božena), Stanislav Štícha (muž), Vladimír Hrabánek (Petřík)

## Tvůrčí tým
- námět: Štěpán Skalský
- scénář: Štěpán Skalský, Otto Zelenka
- kamera: Jaromír Šofr
- hudba: Zdeněk Pololáník, hudební režie: Jiří Zobač
- výprava-architekt: Karel Lier
- kostýmy: Marta Kaplerová
- střih: Jiří Brožek
- zvuk: Jiří Lenoch